# J (ånglok)
J var SJ:s littera på ånglok anskaffade under åren 1914–1918.
J-loken var tillsammans med W-loken ett mellanting mellan S-loken och Y-loken och avsedda för persontåg och lokaltåg. Utöver SJ:s 45 J-lok köpte Östra Skånes Järnvägar ett J-lok år 1914. Loken användes över hela landet, framförallt på banor med svag överbyggnad. Under andra världskriget byggdes två av loken om till pansarlok, men återställdes efter kriget. J-loken togs ur drift på 1960-talet.
Ett av J-loken finns bevarat på Sveriges Järnvägsmuseum och flera andra finns som museilok.